# Cottus echinatus
Cottus echinatus је зракоперка из реда Scorpaeniformes и породице пешева (Cottidae). 

## Распрострањење
Ареал врсте је био ограничен на језеро Јута у истоименој америчкој држави, које је било једино познато природно станиште врсте.

## Станиште
Ранија станишта врсте су била слатководна подручја.

## Угроженост
Ова врста је наведена као изумрла, што значи да нису познати живи примерци.